# Thornton (Washington)
Thornton es un área no incorporada ubicada en el condado de Whitman en el estado estadounidense de Washington.

## Geografía
Thornton se encuentra ubicado en las coordenadas 47°7′15″N 117°23′23″O / 47.12083, -117.38972.